# Sicista betulina
Sicista betulina és una espècie de mamífer rosegador miomorf de la família dels dipòdids. Es troba al nord d'Europa i Àsia, en boscos i zones pantanoses.
Mesura entre 5 i 8 centímetres (sense comptar la cua) i pesa entre 5 i 13 grams. Hiberna en caus subterranis, i s'alimenta de brots, granss, baies, i, de vegades insectes.